# Relations de Rankine-Hugoniot
Les relations de Rankine-Hugoniot expriment la discontinuité de diverses quantités au travers d'une onde de choc ou d'une ligne de glissement dans un gaz. Elle a été ainsi dénommée en l'honneur de Pierre-Henri Hugoniot
et de William Rankine.

## Le cas général
On s'intéresse aux équations aux dérivées partielles en dimension 1 du type :
{\displaystyle {\frac {\partial w}{\partial t}}+{\frac {\partial f(w)}{\partial x}}=0}
Ces équations sont dites hyperboliques lorsque la matrice jacobienne de f est diagonalisable et a des valeurs réelles positives, ce que l'on suppose vérifié ici. De telles équations admettent des solutions régulières et des solutions discontinues auxquelles on s'intéresse.
On intègre l'équation de conservation ci-dessus au voisinage de l'abscisse xc de la discontinuité :
{\displaystyle \int _{x_{c}-\varepsilon }^{x_{c}+\varepsilon }{\frac {\partial w}{\partial t}}\,\mathrm {d} x=f[w(x_{c}-\varepsilon )]-f[w(x_{c}+\varepsilon )]}
En utilisant la règle d'intégration de Leibniz il vient :
{\displaystyle v_{c}\,[w(x_{c}-\varepsilon )-w(x_{c}+\varepsilon )]+{\frac {\partial }{\partial t}}\int _{x_{c}-\varepsilon }^{x_{c}}w\mathrm {d} x+{\frac {\partial }{\partial t}}\int _{x_{c}}^{x_{c}+\varepsilon }w\mathrm {d} x=f[w(x_{c}-\varepsilon )]-f[w(x_{c}+\varepsilon )]}
On a noté {\displaystyle v_{c}={\frac {\mathrm {d} x_{c}}{\mathrm {d} t}}} la vitesse de propagation de la discontinuité.
En faisant {\displaystyle \varepsilon \rightarrow 0} on obtient la relation de saut de w :
{\displaystyle v_{c}\,[w(x_{c}-\varepsilon )-w(x_{c}+\varepsilon )]=f[w(x_{c}-\varepsilon )]-f[w(x_{c}+\varepsilon )]}
Afin de simplifier les notations on écrira
{\displaystyle v_{c}\,(w_{g}-w_{d})=f(w_{g})-f(w_{d})}

## Équation de Burgers
Un exemple simple est l'équation de Burgers qui correspond à la définition ci-dessus avec {\displaystyle w=u} et {\displaystyle f(w)={\frac {u^{2}}{2}}}.
Dans ce cas l'équation de saut s'écrira :
{\displaystyle v_{c}\,(u_{d}-u_{g})={\frac {u_{d}^{2}-u_{g}^{2}}{2}}}
soit
{\displaystyle v_{c}={\frac {u_{d}+u_{g}}{2}}}
Un choc stationnaire implique donc nécessairement que {\displaystyle u_{d}=-u_{g}}.

## Équations d'Euler

### Problème instationnaire
On applique la relation de saut pour chacune des équations d'Euler :
| Continuité            |  | {\displaystyle w=\rho }  |  | {\displaystyle f(w)=\rho V}       |  | {\displaystyle v_{c}\,(\rho _{d}-\rho _{g})=\rho _{d}V_{d}-\rho _{g}V_{g}}                                     |
| Quantité de mouvement |  | {\displaystyle w=\rho V} |  | {\displaystyle f(w)=\rho V^{2}+p} |  | {\displaystyle v_{c}\,(\rho _{d}V_{d}-\rho _{g}V_{g})=(\rho _{d}V_{d}^{2}+p_{d})-(\rho _{g}V_{g}^{2}+p_{g})}   |
| Énergie               |  | {\displaystyle w=\rho E} |  | {\displaystyle f(w)=(\rho E+p)V}  |  | {\displaystyle v_{c}\,(\rho _{d}E_{d}-\rho _{g}E_{g})=(\rho _{d}E_{d}+p_{d})V_{d}-(\rho _{g}E_{g}+p_{g})V_{g}} |

On a noté :
- {\displaystyle \rho } la masse volumique,
- {\displaystyle V} la vitesse,
- {\displaystyle p} la pression,
- {\displaystyle E=e+{\frac {v^{2}}{2}}} l'énergie totale par unité de masse,
- {\displaystyle e} l'énergie interne par unité de masse.

La discontinuité peut être de deux ordres :
- le choc où toutes les quantités sont discontinues,
- la discontinuité de contact où la vitesse et la pression sont continues. Cela correspond à deux lignes de courant glissant l'une à côté de l'autre sans se pénétrer {\displaystyle \left(v_{c}=V_{d}=V_{g}\right)} et ayant la même pression (conservation de la quantité de mouvement).

### Choc droit stationnaire

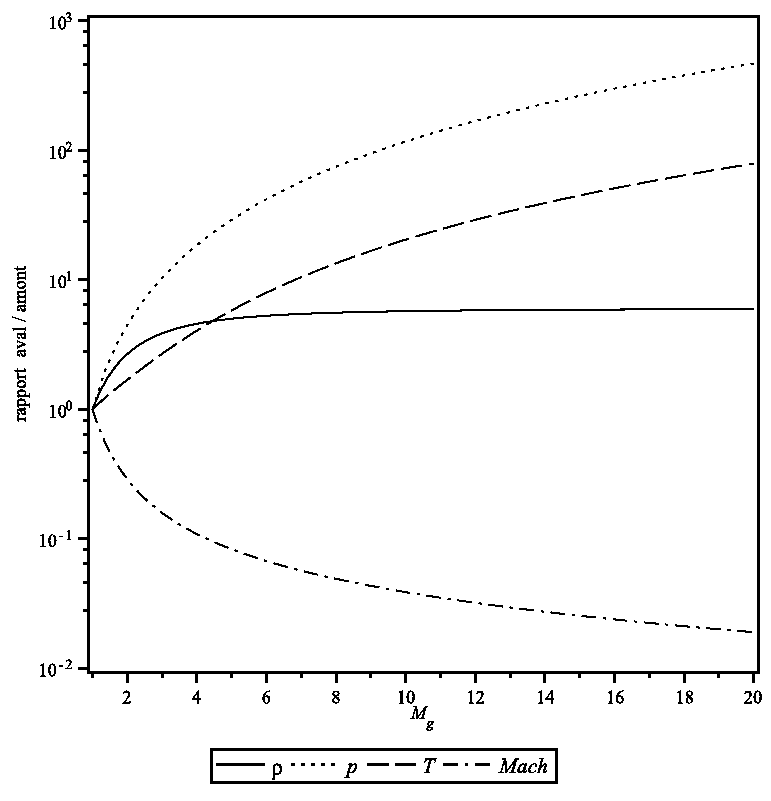
Valeurs des sauts au travers d'un choc droit.

Dans le cas d'un choc stationnaire {\displaystyle v_{c}=0} tel que rencontré en aérodynamique les relations de saut deviennent :
{\displaystyle {\begin{array}{rcl}\rho _{d}V_{d}&=&\rho _{g}V_{g}\\[0.6em]\rho _{d}V_{d}^{2}+p_{d}&=&\rho _{g}V_{g}^{2}+p_{g}\\[0.6em](\rho _{d}E_{d}+p_{d})V_{d}&=&(\rho _{g}E_{g}+p_{g})V_{g}\end{array}}}
En simplifiant l'équation de saut d'énergie par la relation de saut sur le débit massique on obtient la conservation de l'enthalpie totale :
{\displaystyle H_{g}=H_{d}}
où 
{\displaystyle H=E+{\frac {p}{\rho }}=e+{\frac {V^{2}}{2}}+{\frac {p}{\rho }}}
Dans le cas d'un gaz parfait {\displaystyle p=(\gamma -1)\rho e} on extrait les relations liant les « sauts », c'est-à-dire le rapport des valeurs en aval et en amont du choc en introduisant le nombre de Mach à l'amont, supposé être une donnée du problème
{\displaystyle M_{g}={\frac {V_{g}}{\sqrt {\gamma rT_{g}}}}}
où r est la constante spécifique du gaz.
Ces relations sont les suivantes
{\displaystyle R={\frac {\rho _{d}}{\rho _{g}}}={\frac {V_{g}}{V_{d}}}={\frac {(\gamma +1)M_{g}^{2}}{(\gamma -1)M_{g}^{2}+2}}}
{\displaystyle {\frac {p_{d}}{p_{g}}}=1+{\frac {2\gamma }{\gamma +1}}(M_{g}^{2}-1)}
{\displaystyle {\frac {T_{d}}{T_{g}}}={\frac {p_{d}}{p_{g}}}{\frac {\rho _{g}}{\rho _{d}}}}
{\displaystyle {\frac {M_{d}}{M_{g}}}=\left[R^{2}+{\frac {\gamma -1}{2}}M_{g}^{2}(R^{2}-1)\right]^{-{\frac {1}{2}}}}
Le rapport des masses volumiques est limité lorsque {\displaystyle M_{g}\to \infty }
{\displaystyle {\frac {\rho _{d}}{\rho _{g}}}\to {\frac {\gamma +1}{\gamma -1}}}
Par exemple pour l'air, formé de molécules diatomiques pour lesquelles {\displaystyle \gamma =1,4}, la limite du rapport des masses volumiques est égal à 6.
On peut également calculer la variation d'entropie réduite {\displaystyle {\frac {S}{C_{V}}}=\ln {\frac {p}{\rho ^{\gamma }}}} , où CV est la capacité thermique volumique
{\displaystyle {\frac {S_{d}-S_{g}}{C_{V}}}=\ln \left({\frac {p_{d}}{p_{g}}}\right)-\gamma \ln \left({\frac {\rho _{d}}{\rho _{g}}}\right)}
Cette valeur est nulle pour Mg = 1 et croît avec le nombre de Mach. Les valeurs de Mg < 1 conduisent à des valeurs négatives interdites par la thermodynamique. Il n'y a pas de choc pour {\displaystyle M_{g}\leq 1}.

### Choc oblique stationnaire

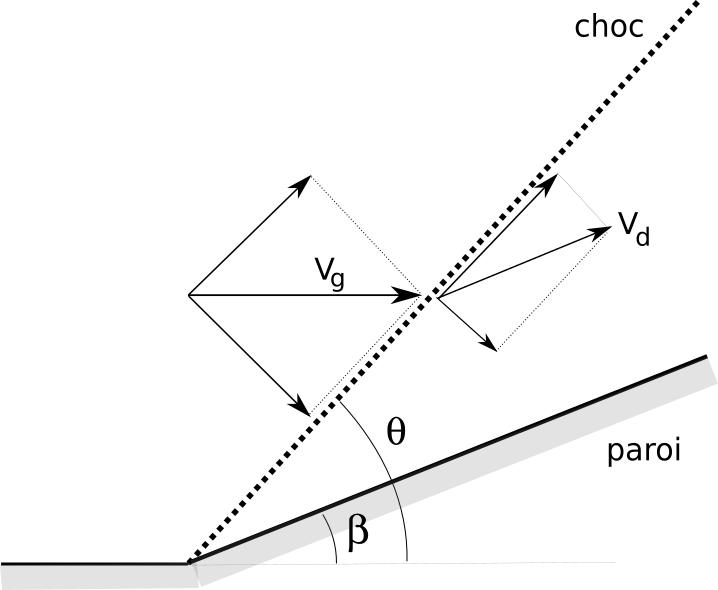
Choc oblique.

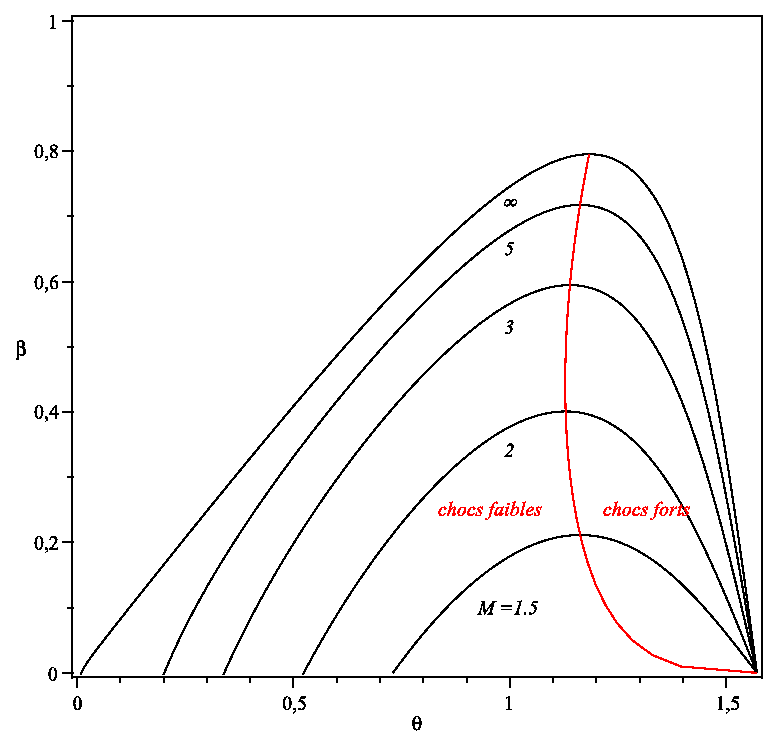
Loi angle dièdre - angle choc- nombre de Mach pour un choc oblique.

Un choc oblique stationnaire peut être présent sur une configuration géométrique de type dièdre (voir figure). Dans le cadre des équations d'Euler on ignore les phénomènes complexes d'interaction visqueuse au voisinage immédiat de la paroi.
Écrivons la conservation du tenseur de densité de quantité de mouvement au travers du choc
{\displaystyle (\rho \mathbf {V} \mathbf {V} +p)\cdot \mathbf {n} =\rho {\begin{pmatrix}V_{\perp }^{2}&V_{\perp }V_{\parallel }\\V_{\perp }V_{\parallel }&V_{\parallel }^{2}\end{pmatrix}}{\begin{pmatrix}1\\0\end{pmatrix}}+p{\begin{pmatrix}1\\0\end{pmatrix}}={\begin{pmatrix}\rho V_{\perp }^{2}+p\\\rho V_{\perp }V_{\parallel }\end{pmatrix}}}
où {\displaystyle \mathbf {n} ={\begin{pmatrix}1\\0\end{pmatrix}}} est la normale au choc, {\displaystyle V_{\perp }} et {\displaystyle V_{\parallel }}  les composantes de V normale et parallèle, respectivement. D'où les relations de conservation
{\displaystyle \rho V_{\perp d}^{2}+p_{d}=\rho V_{\perp g}^{2}+p_{g}}
{\displaystyle \rho V_{\perp d}V_{\parallel d}=\rho V_{\perp g}V_{\parallel g}}
La conservation de la masse s'écrit
{\displaystyle \rho _{d}V_{\perp d}=\rho _{g}V_{\perp g}}
Des deux dernières équations on déduit la conservation de la vitesse parallèle {\displaystyle V_{\parallel d}=V_{\parallel g}}, que l'on notera donc  {\displaystyle V_{\parallel }}
Le système est donc identique à celui du choc droit pour les vitesses normales  {\displaystyle V_{g}\sin \theta }  et  {\displaystyle V_{d}\sin(\theta -\beta )}, les vitesses parallèles  {\displaystyle V_{g}\cos \theta }  et  {\displaystyle V_{d}\cos(\theta -\beta )}, les nombres de Mach de ces composantes {\displaystyle M_{g}\sin \theta } et {\displaystyle M_{d}\sin(\theta -\beta )}, cette dernière quantité étant donc inférieure à l'unité. Cela ne préjuge en rien du fait que l'écoulement en aval du choc soit ou subsonique ou supersonique. À partir des relations pour le choc droit on peut donc donner
- l'expression liant l'angle inconnu θ au nombre de Mach et à l'angle du dièdre β sous forme implicite

{\displaystyle {\frac {V_{\perp 2}}{V_{\perp 1}}}={\frac {V_{\perp 2}}{V_{\parallel }}}{\frac {V_{\parallel }}{V_{\perp 1}}}={\frac {\tan(\theta -\beta )}{\tan \theta }}={\frac {(\gamma -1)M_{g}^{2}\sin ^{2}\theta +2}{(\gamma +1)M_{g}^{2}\sin ^{2}\theta }}}
qui se simplifie en
{\displaystyle \tan \beta ={\frac {2}{\tan \theta }}\,{\frac {M_{g}^{2}\sin ^{2}\theta -1}{M_{g}^{2}(\gamma +\cos 2\theta )+2}}}
- Les courbes correspondantes nommées polaires de choc (voir figure) montrent que :
  - à un angle de dièdre donné peuvent correspondre deux angles de choc possibles et donc des chocs de force différente (la « force » étant mesurée par exemple par le saut de pression) ; pour un choc faible (généralement rencontré) une augmentation du nombre de Mach entraîne une diminution de l'angle de choc ;
  - pour M donné il existe un maximum de β autorisant un choc droit, au-delà une configuration différente apparaît : un choc courbe à l'avant du pied du dièdre.
- le saut de pression

{\displaystyle {\frac {p_{d}}{p_{g}}}=1+{\frac {2\gamma }{\gamma +1}}(M_{g}^{2}\sin ^{2}\theta -1)}
- le saut de masse volumique

{\displaystyle {\frac {\rho _{2}}{\rho _{1}}}={\frac {(\gamma +1)M_{g}^{2}\sin ^{2}\theta }{(\gamma -1)M_{g}^{2}\sin ^{2}\theta +2}}}
- le nombre de Mach aval

{\displaystyle M_{2}={\frac {1}{\sin(\theta -\beta )}}{\sqrt {\frac {1+{\frac {\gamma -1}{2}}M_{g}^{2}\sin ^{2}\theta }{\gamma M_{g}^{2}\sin ^{2}\theta -{\frac {\gamma -1}{2}}}}}}
On notera que le système dégénère pour un angle égal à l'angle de Mach tel que {\displaystyle \textstyle M_{g}^{2}\sin ^{2}\theta -1=0} pour lequel la déviation est nulle et toutes les quantités sont continues.